# Condado de Carroll (Geórgia)
O Condado de Carroll é um dos 159 condados do Estado americano de Geórgia. A sede do condado é Carrollton, e sua maior cidade é Carrollton. O condado possui uma área de 1 305 km², uma população de 87 268 habitantes, e uma densidade populacional de 68 hab/km² (segundo o censo nacional de 2000). O condado foi fundado em 9 de junho de 1825. O condado de Carroll faz parte da região metropolitana de Atlanta, e possui uma grande taxa de crescimento populacional. Sua população estimada em 2004 é de 101 577 habitantes.